# ميورة حالة لليوريا
ميورة حالة لليوريا (بالإنجليزية: Ureaplasma urealyticum)‏ هي نوع من البكتيريا، سلبية الغرام، تتبع الميورة.